# Hieracium extensum
Hieracium extensum es una especie de planta con flor del género Hieracium, de la familia Asteraceae, orden Asterales.

## Distribución
Hieracium extensum se distribuye por Suecia.

## Taxonomía
Fue descrita científicamente por Lübeck ex Lindeb.
Tratamiento taxonómico
La especie aparece registrada y publicada en Skand. Hierac., ed. Poster.